# Jolalpan (kommun)
Jolalpan är en kommun i Mexiko.   Den ligger i delstaten Puebla, i den sydöstra delen av landet, 120 km söder om huvudstaden Mexico City. Antalet invånare är 12 000. Arean är 424 kvadratkilometer.
Terrängen i Jolalpan är kuperad.
Följande samhällen finns i Jolalpan:
- Jolalpan
- Xochitepec
- El Salado
- San Vicente
- Guadalupe